# Colonia la Mesa
Colonia la Mesa är en ort i Mexiko.   Den ligger i kommunen Pesquería och delstaten Nuevo León, i den centrala delen av landet, 700 km norr om huvudstaden Mexico City. Colonia la Mesa ligger 364 meter över havet och antalet invånare är 172.
Terrängen runt Colonia la Mesa är platt. Runt Colonia la Mesa är det ganska glesbefolkat, med 30 invånare per kvadratkilometer. Närmaste större samhälle är Ciudad Apodaca, 10,8 km sydväst om Colonia la Mesa. Trakten runt Colonia la Mesa består i huvudsak av gräsmarker.